# Strata (personaggio)
Strata è un'ufficiale di polizia extraterrestre immaginaria pubblicata dalla DC Comics. Comparve per la prima volta in Invasione! n. 2 (febbraio 1989), e fu creata da Keith Giffen, Bill Mantlo e Todd McFarlane.

## Biografia del personaggio
Strata è una nativa del pianeta Dryad, ed un membro fondatore (e ne coniò l'acronimo) della L.E.G.I.O.N., un'agenzia di applicazione della legge operante su un gran numero di mondi. Questa squadra è guidata da Vril Dox. Quando si incontrarono inizialmente, Strata non aveva un sesso definito, ma successivamente acquisì una forma cristallina, che indicò che era una femmina.
Incontrò un maschio con una pelle spessa simile alla sua di nome Garv. Con lui cominciò una relazione. Sfortunatamente, il giorno del loro matrimonio, il figlio del fondatore della L.E.G.I.O.N. mise in atto un colpo di Stato, facendo il lavaggio del cervello alla maggior parte dell'organizzazione. Strata e numerosi suoi amici furono costretti alla fuga. Garv li seguì, desiderando solo di riavere indietro sua moglie. Strata comparve poi in numerosi numeri della serie Lobo di Keith Giffen.
Infine l'ammutinamento venne smorzato e i ribelli ritornarono al lavoro con la L.E.G.I.O.N. Sia Garv che Strata furono visti lavorare per aiutare a controllare un disastro cosmico nel n. 1 di Crisi infinita.

## Poteri e abilità
Come tutti gli esseri di pietra senzienti del pianeta Dryad, Strata è incredibilmente forte, e difficile da ferire.

## Altre versioni
Un futuro alternativo, creato dalla cattura di Waverider mostrò Garv e Strata con un giovane ragazzino. Questa linea temporale fu neutralizzata quando Dox, vedendo quanto finì male per i suoi amici, liberò Waverider.